# Křižanovice (Moravia meridionale)
Křižanovice (in tedesco Krischanowitz) è un comune della Repubblica Ceca facente parte del distretto di Vyškov, in Moravia Meridionale.